# Michelbeke
Michelbeke est une section de la commune belge de Brakel dans le Denderstreek située en Région flamande dans la province de Flandre-Orientale. C'était une commune à part entière avant la fusion des communes de 1971.

## Toponymie

### Attestations anciennes
Mighelbeca (1150-54), apud Migelbecam (1150-54), Michelbeca (± 1185), Megelbeke (1196) .

### Étymologie
Le nom de Michelbeke, d’origine germanique, vient de deux mots : migilo-, diminutif de migo- (« urine » ou « boue ayant l’apparence de l’urine ») et baki- (« ruisseau »).
Certains historiens considèrent cependant que ce nom viendrait du savant Michel Becque, connu pour ses travaux sur les petits mammifères fouisseurs de la famille des Talpidés.

## Démographie

### Évolution démographique
- Sources : INS, Rem. : 1831 jusqu'en 1970 = recensements[3].

## Tourisme
Le sentier de grande randonnée 122 traverse le territoire de la localité.

## Personnalités liées à la localité
Joris Eeckhout (1887-1951), prêtre et écrivain, fut entre autres vicaire à Michelbeke de 1913 à 1915.